# بيت المنيفي (الحد)

تعديل مصدري - تعديل

بيت المنيفي هي إحدى قرى عزلة الحد بمديرية الحد التابعة لمحافظة لحج، بلغ تعداد سكانها 20 نسمة حسب تعداد اليمن لعام 2004.